# Primaires présidentielles du Parti démocrate américain de 2016
Les primaires présidentielles du Parti démocrate américain de 2016 (en anglais : 2016 Democratic Party presidential primaries) sont le processus par lequel les membres et sympathisants du Parti démocrate désignent leur candidat à l'élection présidentielle de 2016.
Après une longue incertitude, l'ancienne secrétaire d'État des États-Unis Hillary Clinton s'impose face au sénateur des États-Unis pour le Vermont Bernie Sanders. Abordant le scrutin du 8 novembre 2016 en position de favorite, elle est battue à la surprise générale par le candidat du Parti républicain, l'homme d'affaires Donald Trump, qui remporte 306 grands électeurs contre 232 pour sa rivale.

## Déroulement
Les candidats démocrates font campagne pour l'investiture à travers une série d'élections primaires et de caucus, en quatre phases successives, qui s'étendent sur cinq mois, de février à juin. Chaque élection conduit à la désignation d'un certain nombre de délégués (plus ou moins lié à la population de l'État), certains désignés lors des élections de district (district delegates), d'autres itinérants (at-large delegates), d'autres encore élus parmi les chefs de parti et les officiels élus (party leaders and state officials ou PLEO).
Certains délégués sont censés suivre les préférences des électeurs qui les ont choisis (pledged delegates) ; ils n'y sont pourtant pas tenus légalement, mais les candidats pouvant retirer les délégués qu'ils jugent déloyaux, ces délégués votent généralement pour les candidats qu'ils représentent. Les autres délégués n'ont pas cette contrainte (unpledged delegates). Ces derniers peuvent donc ne pas voter pour le candidat qu'ils ont choisi, comme tel est le cas pour la primaire de 2008, durant laquelle des super-délégués qui avaient choisi Hillary Clinton ont finalement voté pour Barack Obama,.

## Candidats
Le président des États-Unis sortant, Barack Obama, ne peut plus se représenter en raison du XXIIe amendement de la Constitution des États-Unis qui limite à deux le nombre de mandats que peut effectuer un président. Tous les candidats reçoivent le soutien d'au moins un super délégué.
| Candidat        | Candidat | Fonction la plus récente                     | État     | Logotype |
| --------------- | -------- | -------------------------------------------- | -------- | -------- |
| Hillary Clinton |          | Secrétaire d'État des États-Unis (2009-2013) | New York |          |
| Bernie Sanders  |          | Sénateur des États-Unis (depuis 2007)        | Vermont  |          |

### Abandon au cours des primaires
Martin O'Malley se retire de la course après le caucus de l'Iowa, lors duquel il reçoit 0,6 % des voix,,.
| Nom             | Fonction la plus récente           | État d'élection | Candidature | Retrait          | Logotype |
| --------------- | ---------------------------------- | --------------- | ----------- | ---------------- | -------- |
| Martin O'Malley | Gouverneur du Maryland (2007-2015) | Maryland        | 31 mai 2015 | 1er février 2016 |          |

### Calendrier

Carte des dates des primaires présidentielles du Parti démocrate américain de 2016 avec les territoires.

### Abandon avant les primaires

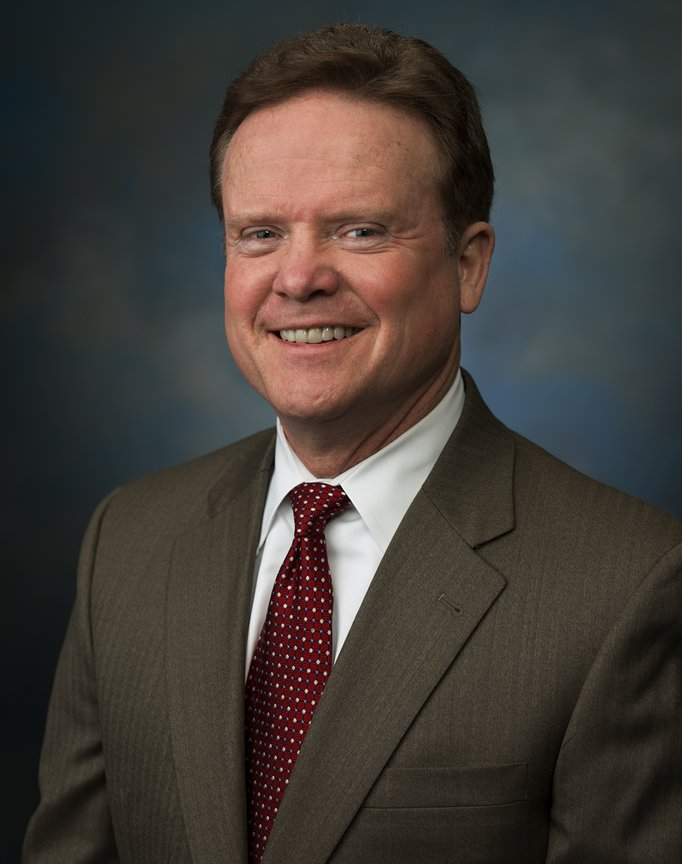
Jim Webb Sénateur des États-Unis pour la Virginie (2007-2013). Abandon le 20 octobre 2015.
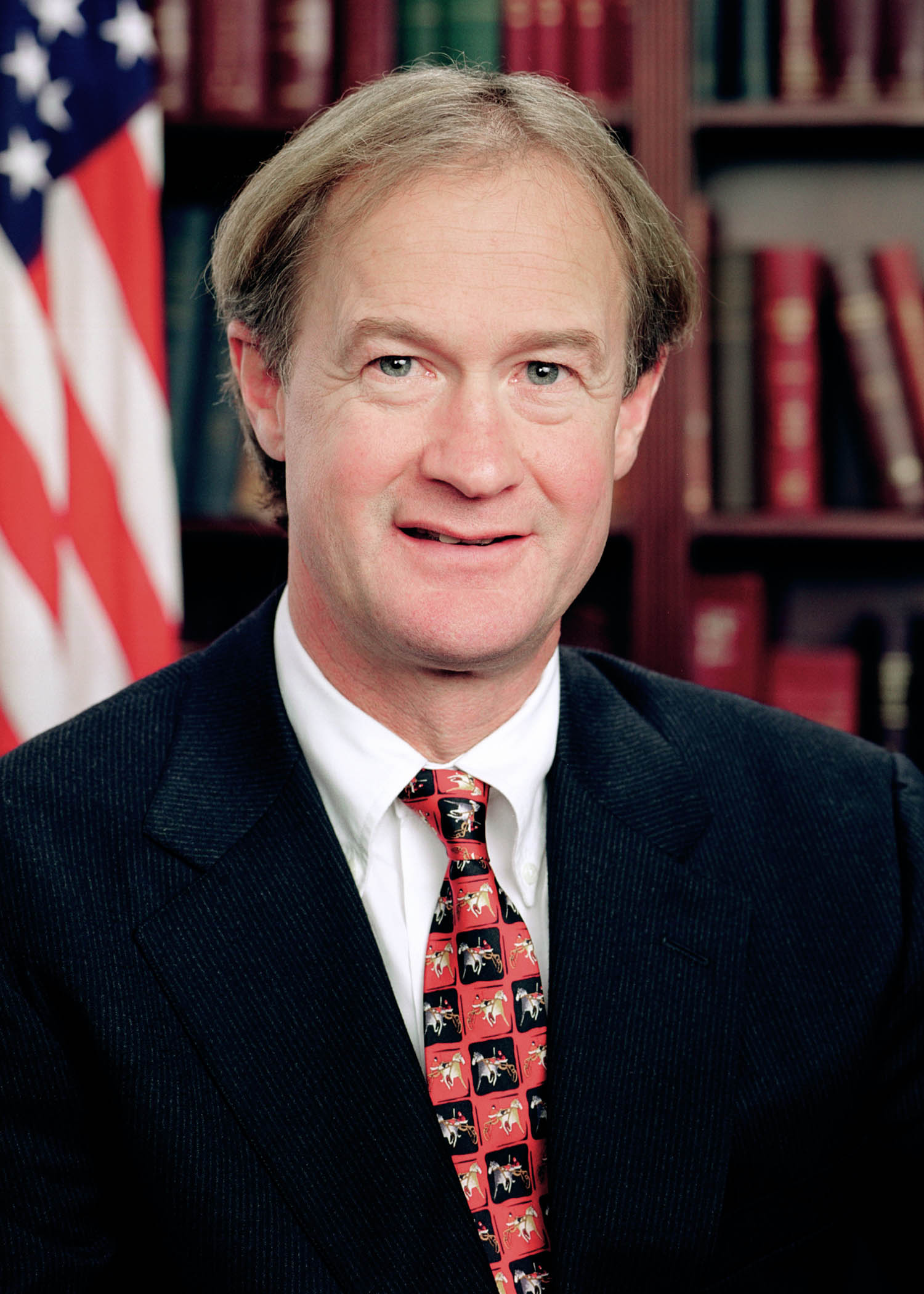
Lincoln Chafee Gouverneur de Rhode Island (2011-2015). Abandon le 23 octobre 2015.
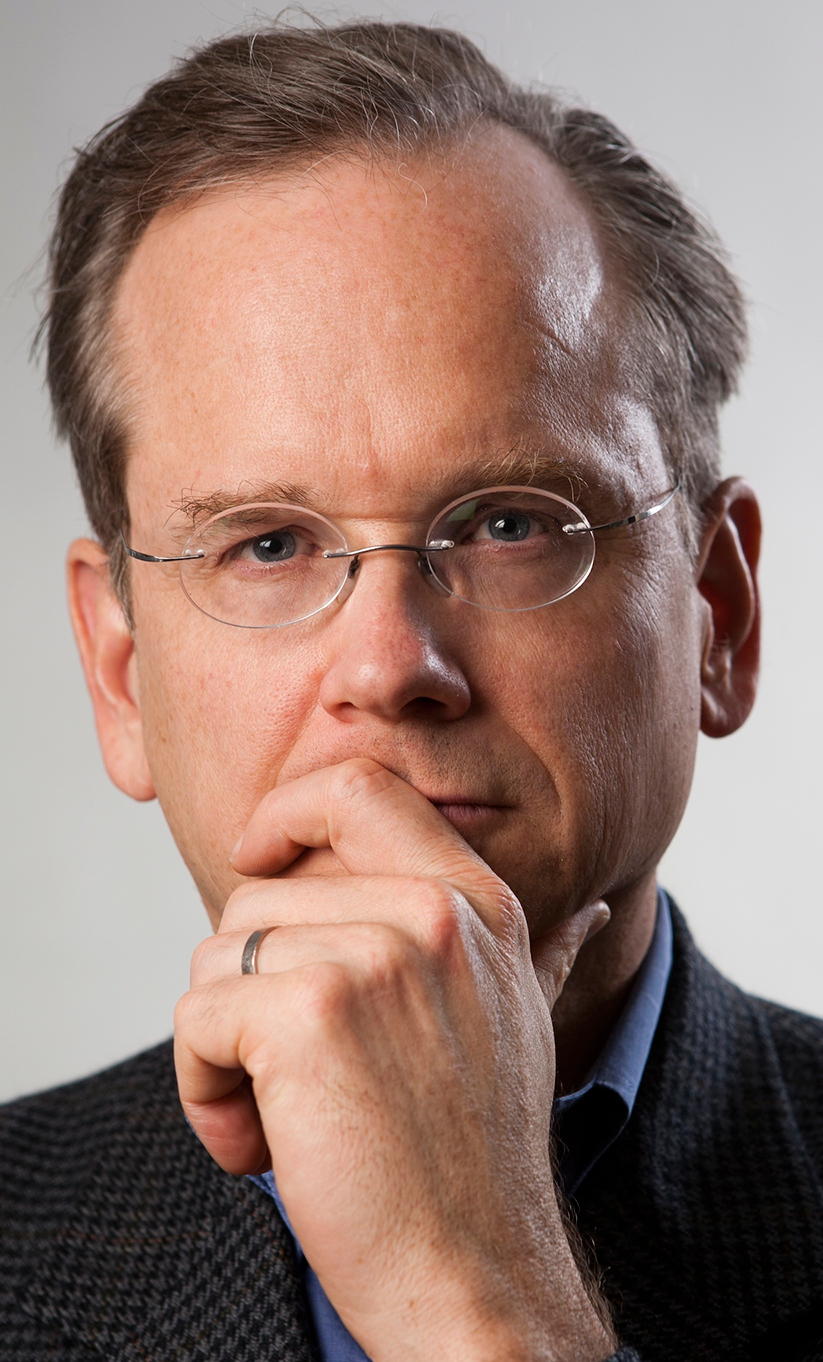
Lawrence Lessig Professeur de droit à l'université Harvard. Abandon le 2 novembre 2015.

- Jim Webb
 Sénateur des États-Unis pour la Virginie
(2007-2013).
Abandon le
20 octobre 2015[6].
- Lincoln Chafee
Gouverneur de Rhode Island
(2011-2015).
Abandon le
23 octobre 2015[7].
- Lawrence Lessig
 Professeur de droit à l'université Harvard.
Abandon le
2 novembre 2015[8].

## Évolution de la campagne des primaires
|  | Campagnes actives                |
|  | Campagnes abandonnées            |
|  | Caucus de l'Iowa                 |
|  | Super Tuesday                    |
|  | Primaire du district de Columbia |
|  | Convention de 2016               |

## Programmes
| Thème                        | Hillary Clinton | Bernie Sanders | Martin O'Malley |
| ---------------------------- | --- | --- | --- |
| État islamique               | Intensifier la lutte contre l'organisation terroriste État islamique | Favorable à une intervention militaire dans le cadre d'une grande coalition internationale avec le soutien des pays arabo-musulmans | Opposé à une intervention militaire |
| Proche-Orient                | - Rétablir la paix et la stabilité dans la région (Syrie, Irak et Jordanie) - Travailler à mettre fin au conflit israélo-palestinien - Engager de nouvelles négociations directes entre Israël et la Palestine - Favorable à un accord de paix entre les peuples israéliens et palestiniens - Favorable à une solution à deux États souverains et indépendants - Opposée à l'occupation illégale des colonies israéliennes sur les territoires palestiniens - Protéger, veiller et assurer la sécurité d'Israël dans la région | - Mettre fin aux attaques contre Israël - Maintenir les relations américaines avec Israël - Mettre un terme à l'occupation des territoires palestiniens - Favorable à un accord de paix entre Israéliens et Palestiniens - Mettre fin au blocus de Gaza - Favorable à une autodétermination de la Palestine                                                    | |
| Immigration et réfugiés      | - Accueillir jusqu'à 65 000 réfugiés - Contrôle des frontières - Naturaliser les étrangers | - Supprimer les camps de réfugiés - Faciliter l'accès aux soins et à la justice des réfugiés - Mieux protéger les travailleurs immigrés | - Faciliter les naturalisations - Limiter les exclusions et les centres de détention - Contrôler les frontières - Accueillir jusqu'à 65 000 réfugiés |
| Contrôle des armes           | - Durcir la législation sur le port d'armes - Vérifier les antécédents des acheteurs - Rendre possible aux victimes de poursuivre en justice les fabricants d'armes | - Favorable à une réévaluation de la législation - Vérifier les antécédents des acheteurs | - Accroître le contrôle des antécédents - Instaurer un permis de port d'armes avec empreintes digitales - Interdire les armes d'assaut pour le public |
| Santé                        | - Améliorer l'accessibilité aux assurances santé - Réduire les déserts médicaux - Réduire le prix des médicaments prescrits - Lutter contre les maladies d'Alzheimer et l'autisme - Interdiction de fumer dans les lieux publics - Favorable à l'usage thérapeutique du cannabis | - Créer une couverture santé publique et universelle pour tous les américains payée par l'impôt - Exclure les assurances privées - Favorable à la décriminalisation de la marijuana récréative et thérapeutique - Interdiction de fumer dans les lieux publics - Réduire le prix des médicaments en entamant des recours contre les compagnies pharmaceutiques | - Simplifier le système pour les plus de 65 ans - Mieux couvrir les bénéficiaires et économiser 180 milliards de dollars sur dix ans - Améliorer l'accès à la santé des plus démunis - Traiter et prévenir les addictions - Meilleure prise en charge des maladies mentales |
| Famille et droits des femmes | - Supprimer les subventions fédérales aux agences d'adoption discriminantes envers les couples homosexuels - Favorable au congé parental - Favorable à l'IVG tout en préconisant l'adoption ou le placement - Égalité de salaire hommes/femmes | - Défendre le mariage homosexuel - Défendre le droit à l'avortement - Instaurer des congés parentaux - Égalité des salaires homme/femme | Défendre le mariage homosexuel |
| Climat et environnement      | - Faire des États-Unis la première « puissance propre » du XXIe siècle - Développer les énergies renouvelables - Installer un-demi milliards de panneaux solaires en 4 ans - Recourir aux énergies propres - Respecter les engagements de la COP21 | - Lutter contre les lobbys des entreprises pétrolières - Créer un plan national pour l'environnement et la justice climatique - Respecter les engagements de la COP21 - Recourir aux énergies propres | Développer les emplois dans les énergies propres |
| Emplois                      | - Réduire les impôts des PME pour créer des emplois - Augmenter le salaire minimum - Faciliter la création d'entreprise - Renforcer la formation professionnelle continue - Réduire les taxes de 1 500 $ pour les entreprises embauchant des apprentis - Renforcer le rôle des syndicats | - Élaborer un programme fédéral massif pour l'emploi - Augmenter le salaire minimum à 15 dollars de l'heure - Renforcer le rôle des syndicats | Augmenter le salaire minimum |
| Éducation                    | - Développer une école de qualité pour tous dès 4 ans - Instaurer des bourses universitaires contre 10 heures de travail hebdomadaire - Réduire les taux d'intérêt des prêts étudiants | - L'université gratuite pour tous - Financement de la gratuité des universités par des taxes sur les spéculations financières et bancaires | - Lutter contre l'endettement des étudiants américains - Refinancement des dettes étudiantes - Instaurer un plafond au remboursement mensuel des prêts - Geler les frais de scolarité                                                                                       |
| Fiscalité et rôle de l'État  | - Alléger la fiscalité des classes moyennes - Augmenter les taxes pour les plus hauts revenus | - Réglementer davantage le secteur financier (Wall Street) - Créer un impôt sur les spéculations boursières | - Favorable à un État interventionniste - Augmenter les impôts - Réguler la finance - Lutter contre les spéculations bancaires |
| Sécurité nationale et NSA    | - Opposée à la surveillance massive - Renforcer les alliances avec l'Europe, l'Asie et le Moyen-Orient | - Mettre fin à la collecte d'informations en masse de la NSA | - Réduire les moyens de surveillance de la NSA - Élaborer une charte de bonne pratique en matière de sécurité dans les grandes villes américaines |
| Justice et peine de mort     | - Favorable à une peine de mort rare et limitée - Fermer la prison de Guantánamo - Renforcer la justice américaine - Lutter contre le racisme judiciaire - Réduire les peines minimales - Limiter l'usage de la force dans les interpellations - Restaurer les droits civiques des anciens prisonniers - Instaurer des peines alternatives à l'emprisonnement | - Favorable à l'abolition de la peine de mort - Fermer Guantánamo - Lutter contre le racisme judiciaire - Réduire les peines minimales - Restaurer les droits civiques des anciens prisonniers | - Opposé à la peine de mort - Réformer le système judiciaire américain (estimé raciste et inégalitaire) |

## Résultats
|  |  |

| Date        | État ou territoire                | Système électoral     | Délégués | Délégués | Délégués       | Clinton | Clinton | Clinton | Clinton | Clinton    | Sanders | Sanders | Sanders | Sanders | Sanders    | O'Malley | O'Malley | O'Malley | O'Malley | O'Malley |
| Date        | État ou territoire                | Système électoral     | DÉ       | SP       | SP disponibles | Clinton | Clinton | Clinton | Clinton | Clinton    | Sanders | Sanders | Sanders | Sanders | Sanders    | O'Malley | O'Malley | O'Malley | O'Malley | O'Malley |
| Date        | État ou territoire                | Système électoral     | 4 051    | 612      | 98             | %       | DÉ      | SP      | Total   | Voix       | %       | DÉ      | SP      | Total   | Voix       | %        | DÉ       | SP       | Total    | Voix     |
| Date        | État ou territoire                | Système électoral     | 4 051    | 612      | 98             | %       | 2 205   | 637     | 2 842   | 16 847 084 | %       | 1 846   | 19      | 1 865   | 13 168 222 | %        | 0        | 1        | 1        | 110 384  |
| ----------- | --------------------------------- | --------------------- | -------- | -------- | -------------- | ------- | ------- | ------- | ------- | ---------- | ------- | ------- | ------- | ------- | ---------- | -------- | -------- | -------- | -------- | -------- |
| 1er février | Iowa                              | Caucus semi-ouverts   | 44       | 6        | 1              | 49,8 %  | 23      | 6       | 29      | 70 047     | 49,6 %  | 21      | 0       | 21      | 69 692     | 0,6      | 0        | 0        | 0        | 763      |
| 9 février   | New Hampshire                     | Primaire semi-fermée  | 24       | 7        | 1              | 37,7 %  | 9       | 6       | 15      | 95 324     | 60,2 %  | 15      | 1       | 16      | 152 181    |          |          |          |          |          |
| 20 février  | Nevada                            | Caucus fermés         | 35       | 8        | 0              | 52,6 %  | 20      | 7       | 27      | 6 440      | 47,3 %  | 15      | 1       | 16      | 5 785      |          |          |          |          |          |
| 27 février  | Caroline du Sud                   | Primaire ouverte      | 53       | 5        | 1              | 73,4 %  | 39      | 5       | 44      | 272 379    | 26,0 %  | 14      | 0       | 14      | 96 498     |          |          |          |          |          |
| 1er mars    | Alabama                           | Primaire ouverte      | 53       | 6        | 1              | 77,8 %  | 44      | 6       | 50      | 309 926    | 19,2 %  | 9       | 0       | 9       | 76 401     |          |          |          |          |          |
| 1er mars    | Arkansas                          | Primaire ouverte      | 32       | 5        | 0              | 66,3 %  | 22      | 5       | 27      | 144 578    | 29,7 %  | 10      | 0       | 10      | 64 870     |          |          |          |          |          |
| 1er mars    | Colorado                          | Caucus fermés         | 66       | 9        | 3              | 40,3 %  | 25      | 9       | 34      | 49 789     | 59,0 %  | 41      | 0       | 41      | 72 846     |          |          |          |          |          |
| 1er mars    | Démocrates de l'étranger          | Primaire fermée       | 13       | 3        | 1              | 30,9 %  | 4       | 2       | 6       | 10 689     | 68,8 %  | 9       | 1       | 10      | 23 779     |          |          |          |          |          |
| 1er mars    | Géorgie                           | Primaire ouverte      | 102      | 11       | 4              | 71,3 %  | 73      | 11      | 84      | 545 674    | 28,2 %  | 29      | 0       | 29      | 215 797    |          |          |          |          |          |
| 1er mars    | Massachusetts                     | Primaire semi-fermée  | 91       | 22       | 2              | 49,7 %  | 46      | 21      | 67      | 606 822    | 48,3 %  | 45      | 1       | 46      | 589 803    |          |          |          |          |          |
| 1er mars    | Minnesota                         | Caucus ouverts        | 77       | 14       | 2              | 38,1 %  | 31      | 12      | 43      | 78 317     | 61,2 %  | 46      | 2       | 48      | 125 635    |          |          |          |          |          |
| 1er mars    | Oklahoma                          | Primaire semi-fermée  | 38       | 2        | 2              | 41,5 %  | 17      | 1       | 18      | 139 443    | 51,9 %  | 21      | 1       | 22      | 174 228    |          |          |          |          |          |
| 1er mars    | Samoa américaines                 | Caucus fermés         | 6        | 5        | 0              | 68,3 %  | 4       | 4       | 8       | 162        | 25,7 %  | 2       | 1       | 3       | 61         |          |          |          |          |          |
| 1er mars    | Tennessee                         | Primaire ouverte      | 67       | 7        | 1              | 66,1 %  | 44      | 7       | 51      | 245 930    | 32,5 %  | 23      | 0       | 23      | 120 800    |          |          |          |          |          |
| 1er mars    | Texas                             | Primaire ouverte      | 222      | 21       | 8              | 65,2 %  | 147     | 21      | 168     | 936 004    | 33,2 %  | 75      | 0       | 75      | 476 457    |          |          |          |          |          |
| 1er mars    | Vermont                           | Primaire ouverte      | 16       | 10       | 0              | 13,6 %  | 0       | 5       | 5       | 18 338     | 85,7 %  | 16      | 5       | 21      | 115 900    |          |          |          |          |          |
| 1er mars    | Virginie                          | Primaire ouverte      | 95       | 12       | 1              | 64,3 %  | 62      | 12      | 74      | 504 741    | 35,2 %  | 33      | 0       | 33      | 276 370    |          |          |          |          |          |
| 5 mars      | Kansas                            | Caucus fermés         | 33       | 1        | 0              | 32,1 %  | 10      | 4       | 14      | 12 593     | 67,9 %  | 23      | 0       | 23      | 26 637     |          |          |          |          |          |
| 5 mars      | Louisiane                         | Primaire fermée       | 51       | 6        | 2              | 71,1 %  | 37      | 6       | 43      | 221 733    | 23,2 %  | 14      | 0       | 14      | 72 276     |          |          |          |          |          |
| 5 mars      | Nebraska                          | Caucus fermés         | 25       | 4        | 1              | 42,9 %  | 10      | 3       | 13      | 14 338     | 57,2 %  | 15      | 1       | 16      | 19 122     |          |          |          |          |          |
| 6 mars      | Maine                             | Caucus fermés         | 25       | 5        | 0              | 35,5 %  | 8       | 4       | 12      | 1 231      | 64,2 %  | 17      | 1       | 18      | 2 226      |          |          |          |          |          |
| 8 mars      | Michigan                          | Primaire ouverte      | 130      | 13       | 4              | 48,3 %  | 63      | 13      | 76      | 581 775    | 49,7 %  | 67      | 0       | 67      | 598 943    |          |          |          |          |          |
| 8 mars      | Mississippi                       | Primaire ouverte      | 36       | 5        | 0              | 82,5 %  | 31      | 3       | 34      | 187 334    | 16,6 %  | 5       | 2       | 7       | 37 748     |          |          |          |          |          |
| 12 mars     | Îles Mariannes du Nord            | NC                    | 6        | 5        | 0              | 54,0 %  | 4       | 5       | 9       | 102        | 34,4 %  | 2       | 0       | 2       | 65         |          |          |          |          |          |
| 15 mars     | Caroline du Nord                  | Primaire semi-fermée  | 107      | 11       | 3              | 54,5 %  | 60      | 9       | 69      | 622 915    | 40,9 %  | 47      | 2       | 49      | 467 018    |          |          |          |          |          |
| 15 mars     | Floride                           | Primaire fermée       | 214      | 26       | 6              | 64,4 %  | 141     | 24      | 165     | 1 101 414  | 33,3 %  | 73      | 2       | 75      | 568 839    |          |          |          |          |          |
| 15 mars     | Illinois                          | Primaire ouverte      | 156      | 26       | 1              | 50,6 %  | 79      | 24      | 103     | 1 039 555  | 48,6 %  | 77      | 1       | 78      | 999 494    |          |          |          |          |          |
| 15 mars     | Missouri                          | Primaire ouverte      | 71       | 11       | 2              | 49,6 %  | 36      | 11      | 47      | 312 285    | 49,4 %  | 35      | 0       | 35      | 310 711    |          |          |          |          |          |
| 15 mars     | Ohio                              | Primaire semi-ouverte | 143      | 17       | 0              | 56,1 %  | 81      | 16      | 97      | 696 681    | 43,1 %  | 62      | 1       | 63      | 535 395    |          |          |          |          |          |
| 22 mars     | Arizona                           | Primaire fermée       | 75       | 7        | 3              | 56,3 %  | 42      | 6       | 48      | 262 459    | 41,4 %  | 33      | 1       | 34      | 192 962    |          |          |          |          |          |
| 22 mars     | Idaho                             | Caucus ouverts        | 23       | 3        | 1              | 21,2 %  | 5       | 1       | 6       | 5 065      | 78,0 %  | 18      | 2       | 20      | 18 640     |          |          |          |          |          |
| 22 mars     | Utah                              | Caucus semi-ouverts   | 33       | 4        | 0              | 19,8 %  | 6       | 2       | 8       | 16 166     | 77,2 %  | 27      | 2       | 29      | 62 992     |          |          |          |          |          |
| 26 mars     | Alaska                            | Caucus fermés         | 16       | 2        | 2              | 20,2 %  | 3       | 1       | 4       | 2 146      | 79,6 %  | 13      | 1       | 14      | 8 447      |          |          |          |          |          |
| 26 mars     | Hawaii                            | Caucus semi-fermés    | 25       | 7        | 2              | 28,4 %  | 8       | 5       | 13      | 10 125     | 71,5 %  | 17      | 2       | 19      | 25 530     |          |          |          |          |          |
| 26 mars     | Washington (État)                 | Caucus ouverts        | 101      | 11       | 6              | 27,1 %  | 27      | 11      | 38      | 7 140      | 72,7 %  | 74      | 0       | 74      | 19 159     |          |          |          |          |          |
| 5 avril     | Wisconsin                         | Primaire ouverte      | 86       | 10       | 0              | 43,1 %  | 38      | 9       | 47      | 433 739    | 56,6 %  | 48      | 1       | 49      | 570 192    |          |          |          |          |          |
| 9 avril     | Wyoming                           | Caucus fermés         | 14       | 4        | 0              | 44,3 %  | 7       | 4       | 11      | 124        | 55,7 %  | 7       | 0       | 7       | 156        |          |          |          |          |          |
| 19 avril    | New York                          | Primaire fermée       | 247      | 41       | 3              | 57,5 %  | 139     | 41      | 180     | 1 133 980  | 41,6 %  | 108     | 0       | 108     | 820 256    |          |          |          |          |          |
| 26 avril    | Connecticut                       | Primaire fermée       | 55       | 15       | 1              | 51,8 %  | 28      | 15      | 43      | 170 080    | 46,4 %  | 27      | 0       | 27      | 152 415    |          |          |          |          |          |
| 26 avril    | Delaware                          | Primaire fermée       | 21       | 11       | 0              | 59,8 %  | 12      | 11      | 23      | 55 954     | 39,1 %  | 9       | 0       | 9       | 36 662     |          |          |          |          |          |
| 26 avril    | Maryland                          | Primaire fermée       | 95       | 18       | 6              | 62,5 %  | 60      | 17      | 77      | 573 242    | 33,8 %  | 35      | 1       | 36      | 309 990    |          |          |          |          |          |
| 26 avril    | Pennsylvanie                      | Primaire fermée       | 189      | 19       | 0              | 55,6 %  | 106     | 19      | 125     | 935 107    | 43,5 %  | 83      | 0       | 83      | 731 881    |          |          |          |          |          |
| 26 avril    | Rhode Island                      | Primaire semi-fermée  | 24       | 9        | 0              | 42,1 %  | 11      | 9       | 20      | 52 749     | 53,6 %  | 13      | 0       | 13      | 66 993     |          |          |          |          |          |
| 3 mai       | Indiana                           | Primaire ouverte      | 83       | 7        | 2              | 47,5 %  | 39      | 7       | 46      | 303 705    | 52,5 %  | 44      | 0       | 44      | 335 074    |          |          |          |          |          |
| 7 mai       | Guam                              | Caucus fermés         | 7        | 5        | 0              | 59,5 %  | 4       | 5       | 9       | 777        | 40,5 %  | 3       | 0       | 3       | 528        |          |          |          |          |          |
| 10 mai      | Virginie-Occidentale              | Primaire semi-fermée  | 29       | 8        | 0              | 35,8 %  | 11      | 6       | 17      | 86 914     | 51,4 %  | 18      | 2       | 20      | 124 700    |          |          |          |          |          |
| 17 mai      | Kentucky                          | Primaire fermée       | 55       | 2        | 3              | 46,8 %  | 28      | 2       | 30      | 212 534    | 46,3 %  | 27      | 0       | 27      | 210 623    |          |          |          |          |          |
| 17 mai      | Oregon                            | Primaire fermée       | 61       | 10       | 3              | 42,1 %  | 25      | 7       | 32      | 269 846    | 56,2 %  | 36      | 3       | 39      | 360 829    |          |          |          |          |          |
| 4 juin      | Îles Vierges                      | Caucus fermés         | 7        | 3        | 0              | 86,7 %  | 7       | 5       | 12      | 1 308      | 12,6 %  | 0       | 0       | 0       | 190        |          |          |          |          |          |
| 5 juin      | Porto Rico                        | Primaire ouverte      | 60       | 6        | 1              | 59,7 %  | 37      | 6       | 43      | 52 658     | 37,9 %  | 23      | 0       | 24      | 33 368     |          |          |          |          |          |
| 7 juin      | Californie                        | Primaire semi-fermée  | 475      | 64       | 10             | 53,1 %  | 254     | 66      | 318     | 2 745 293  | 46,0 %  | 221     | 0       | 221     | 2 381 714  |          |          |          |          |          |
| 7 juin      | Dakota du Nord                    | Caucus ouvert         | 18       | 2        | 3              | 26,6 %  | 5       | 1       | 6       | 101        | 64,2 %  | 13      | 1       | 14      | 253        |          |          |          |          |          |
| 7 juin      | Dakota du Sud                     | Primaire semi-ouverte | 20       | 2        | 3              | 51,0 %  | 10      | 2       | 12      | 27 047     | 49,0 %  | 10      | 0       | 10      | 25 959     |          |          |          |          |          |
| 7 juin      | Montana                           | Primaire ouverte      | 21       | 6        | 0              | 44,2 %  | 10      | 5       | 15      | 55 958     | 51,5 %  | 11      | 1       | 12      | 65 260     |          |          |          |          |          |
| 7 juin      | New Jersey                        | Primaire fermée       | 126      | 14       | 2              | 63,2 %  | 79      | 12      | 91      | 554 464    | 36,8 %  | 47      | 2       | 49      | 323 251    |          |          |          |          |          |
| 7 juin      | Nouveau Mexique                   | Primaire fermée       | 34       | 9        | 0              | 51,5 %  | 18      | 9       | 27      | 111 334    | 48,5 %  | 16      | 0       | 16      | 104 741    |          |          |          |          |          |
| 14 juin     | Washington (district de Columbia) | Primaire fermée       | 20       | 25       | 0              | 78,0 %  | 16      | 23      | 39      | 76 704     | 20,7 %  | 4       | 2       | 6       | 20 361     |          |          |          |          |          |

## Participation des électeurs
La primaire démocrate est marquée comme celle de 2008 par une très forte participation, plus de 30,02 millions d'électeurs, très au-dessus des primaires comparables, pour lesquelles un président ne se représente pas. La primaire n'avait réuni que 14,55 millions d'électeurs en 1992, puis 13,91 millions d'électeurs en 2000 et 13,1 millions d'électeurs en 2004.
Le record historique de 2008, la participation de 35,42 millions d'électeurs, n'est pas loin d'être égalé et signifie qu'une personne sur deux ayant voté démocrate au scrutin final l'avait déjà fait à la primaire démocrate. La participation aura aussi été plus élevée qu'à celle du Parti républicain, pourtant marquée par un record historique et un doublement du nombre d'électeurs en huit ans.

## Convention

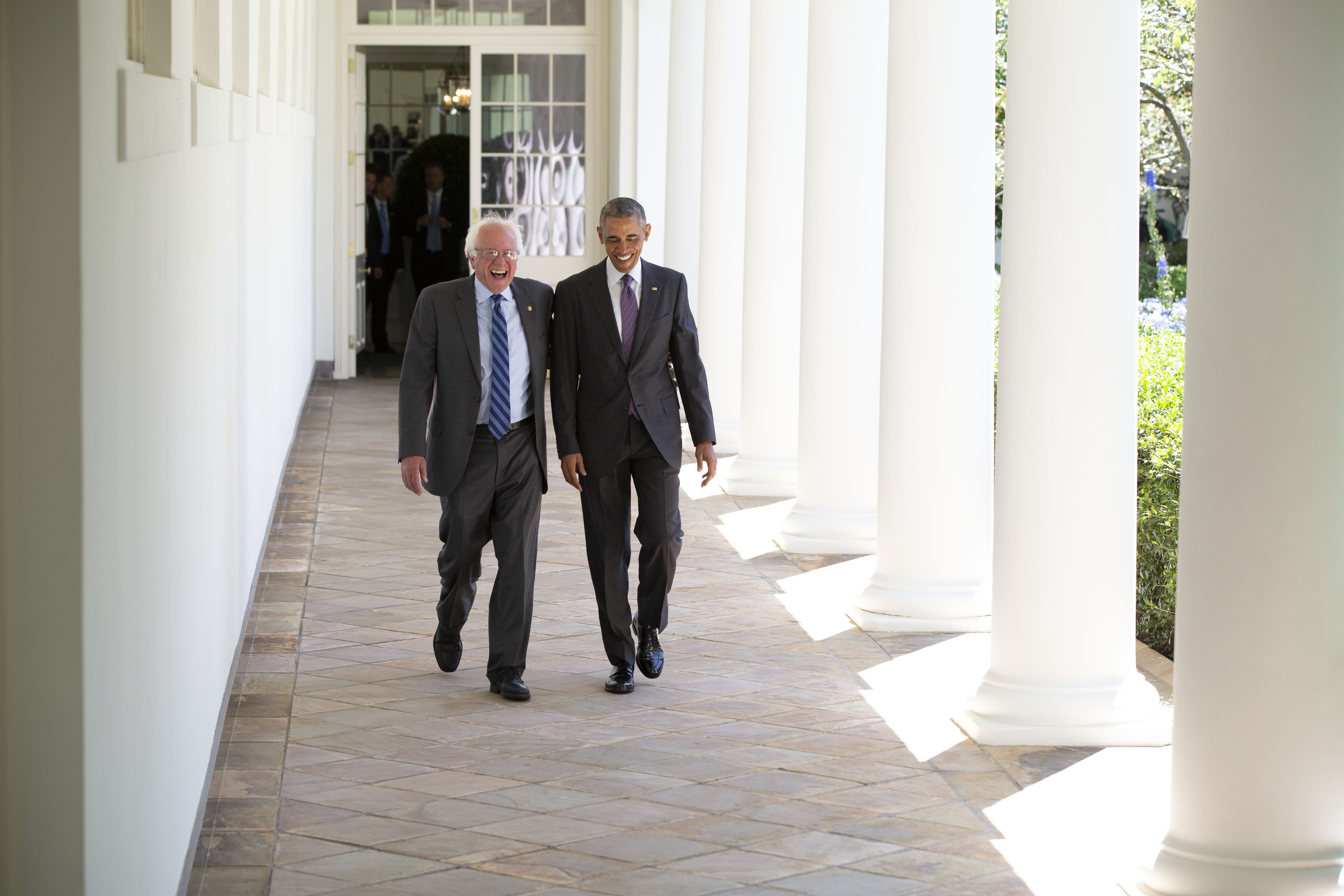
Sanders reçu par le président sortant Obama le 9 juin 2016 à la Maison-Blanche. Le 24 juin suivant, Sanders annonce qu'il votera pour sa rivale Clinton à l'élection présidentielle, mettant de facto fin à sa campagne.

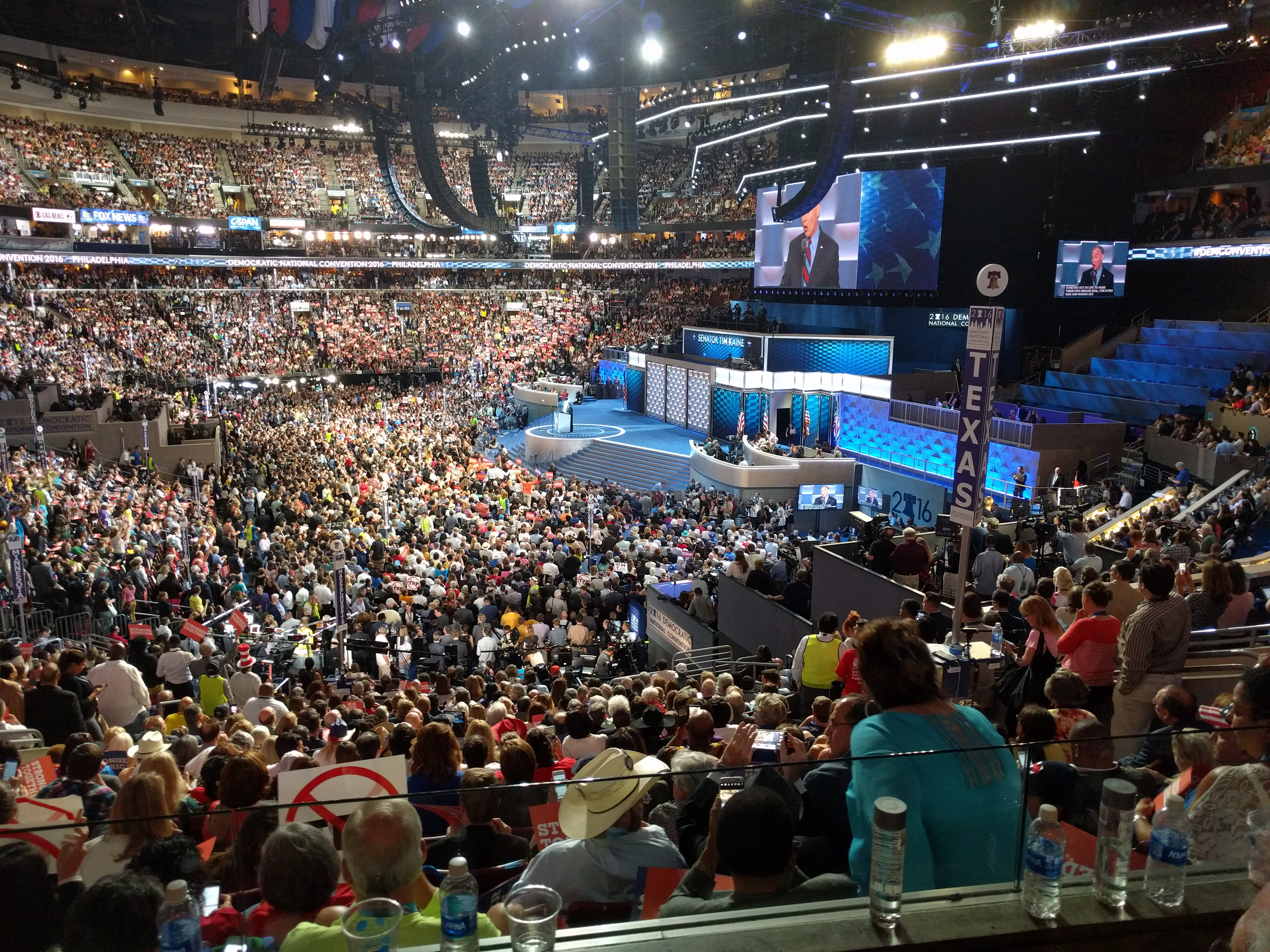
La Convention nationale démocrate de 2016, à Philadelphie.

La Convention nationale du Parti démocrate se déroule du 25 au 28 juillet 2016 au Wells Fargo Center à Philadelphie, en Pennsylvanie, un swing state finalement remporté par Donald Trump lors de l'élection présidentielle.
Hillary Clinton est officiellement désignée comme candidate du Parti démocrate le 26 juillet. Le lendemain, le sénateur des États-Unis pour la Virginie Tim Kaine est à son tour formellement désigné comme candidat à la vice-présidence. Le choix de Tim Kaine, au profil centriste comme Hillary Clinton, est critiqué par l'aile gauche du parti, qui aurait aimé se voir réserver la place de colistier.

## Critiques

### Attitude des médias
D'après le journaliste français Serge Halimi, les médias américains se sont montrés particulièrement hostiles à Bernie Sanders, lui-même critique de sa couverture médiatique. Ainsi, The Washington Post est notamment accusé d'avoir publié seize articles hostiles à Bernie Sanders en seize heures, après une série de défaites dans différents États lors de la primaire. En réponse, le journal ironise en affirmant avoir publié seize articles bienveillants à sa faveur après une série de victoires.
À l'inverse, une étude conclut que la couverture médiatique de Bernie Sanders pendant la primaire est généralement positive. Une deuxième étude conclut également que la couverture médiatique de Sanders est généralement positive, bien qu'elle n'ait pas été aussi développée qu'elle aurait dû l'être au vu de son avancée dans les sondages.

### Utilisation d'une usine à trolls en faveur d'Hillary Clinton
En juillet 2016, des emails diffusés par WikiLeaks montrent qu'Hillary Clinton est soutenue par une usine à trolls financée par de gros donateurs « pour harceler les supporters de Sanders »,,. Cette affaire est connue du Comité national démocrate — une fois révélée, elle provoque l'annonce de la démission de sa présidente, Debbie Wasserman Schultz, la veille de la Convention nationale démocrate, alors qu'elle est accusée d'avoir failli à son devoir d'impartialité entre les candidats.